# Schijnpoort (prémétro d'Anvers)
Schijnpoort (« Porte du Schijn » en néerlandais) est une station du prémétro d'Anvers, faisant dès lors partie du réseau du tramway d'Anvers. Elle est située au Nord de la ville, sous le Schijnpoortweg, non loin de la station de marchandise d'Anvers-Schijnpoort.

## Caractéristiques
Il s'agit de la deuxième station de prémétro des lignes 3 (depuis 1996), 6 (depuis 2007) et 2 (depuis 2012), ainsi que la première station de la ligne 5 (depuis 2006). Sa décoration est caractérisée par des flèches aux couleurs de la signalisation et par la présence de fenêtres rondes.
Au niveau -1 se situe la salle des guichets, avec deux sorties de chaque côté de le Schijnpoortweg. Au niveau -2 se situe le quai vers la station Handel, tandis que celui vers la station Sport est au niveau -3.

## Correspondances
La station est, en surface, le terminus de la ligne 12 du tramway.